# Chó Akbash
Chó Akbash (tiếng Thổ Nhĩ Kỳ: Akbaş nghĩa là đầu trắng) có nguồn gốc từ Thổ Nhĩ Kỳ, và nó chủ yếu được sử dụng như một con chó bảo vệ gia súc hoặc chó chăn cừu. Nó được chính thức công nhận bởi KIF, viết tắt của Câu lạc bộ Chó Thổ Nhĩ Kỳ. Loài chó này là một trong những giống chó quốc gia của Thổ Nhĩ Kỳ.

## Lịch sử
Loài cho này đã được hai người Mỹ Judith và David Nelson đưa sang Bắc Mỹ vào những năm 1970. Đây là những người đã tiến hành nghiên cứu về những con chó màu trắng ở vùng cao nguyên lịch sử Armenia.
Bằng chứng khảo cổ cho thấy rằng các nền văn minh đầu tiên phát sinh trong khu vực này của thế giới nơi các giống thực vật được trồng lần đầu tiên và các giống gia súc đầu tiên được thuần hóa. Trong một thời gian ngắn, cần có một con chó bảo vệ gia súc để chăm sóc cho các gia súc.
Các giống chó bảo vệ vật nuôi khác từ khắp nơi trên thế giới bao gồm, nhưng có thể không giới hạn ở:
- Chó Aidi hoặc Chien De L'Atlas, có nguồn gốc từ Bắc Phi (màu ưa thích là trắng, nhưng các màu khác cũng có)
- Chó Great Pyrenees, vùng núi Pyrenees ở Pháp và Tây Ban Nha (có thể có các mảng màu, đặc biệt là quanh đầu)
- Chó chăn cừu Hy Lạp, từ Hy Lạp
- Chó Komondor đến từ Hungary
- Chó Kuvasz từ Hungary (trắng hoặc ngà)
- Chó chăn cừu Maremma-Abruzzese, từ vùng đồng bằng Maremma và từ vùng núi Abruzzi của Ý (có thể có màu vàng nhạt/cam trên tai)
- Chó chăn cừu Ba Lan hoặc Owczarek Podhalanski, từ Ba Lan
- Chó Ciobănesc Românesc de Bucovina, còn được gọi là Chó chăn cừu Đông Nam Âu trong FCI, từ Romania
- Chó Slovak Cuvac hoặc Slovensky Tchouvatch, từ Slovakia
- Chó Ovtcharka Nam Nga hoặc chó chăn cừu Nam Nga

## Ngoại hình

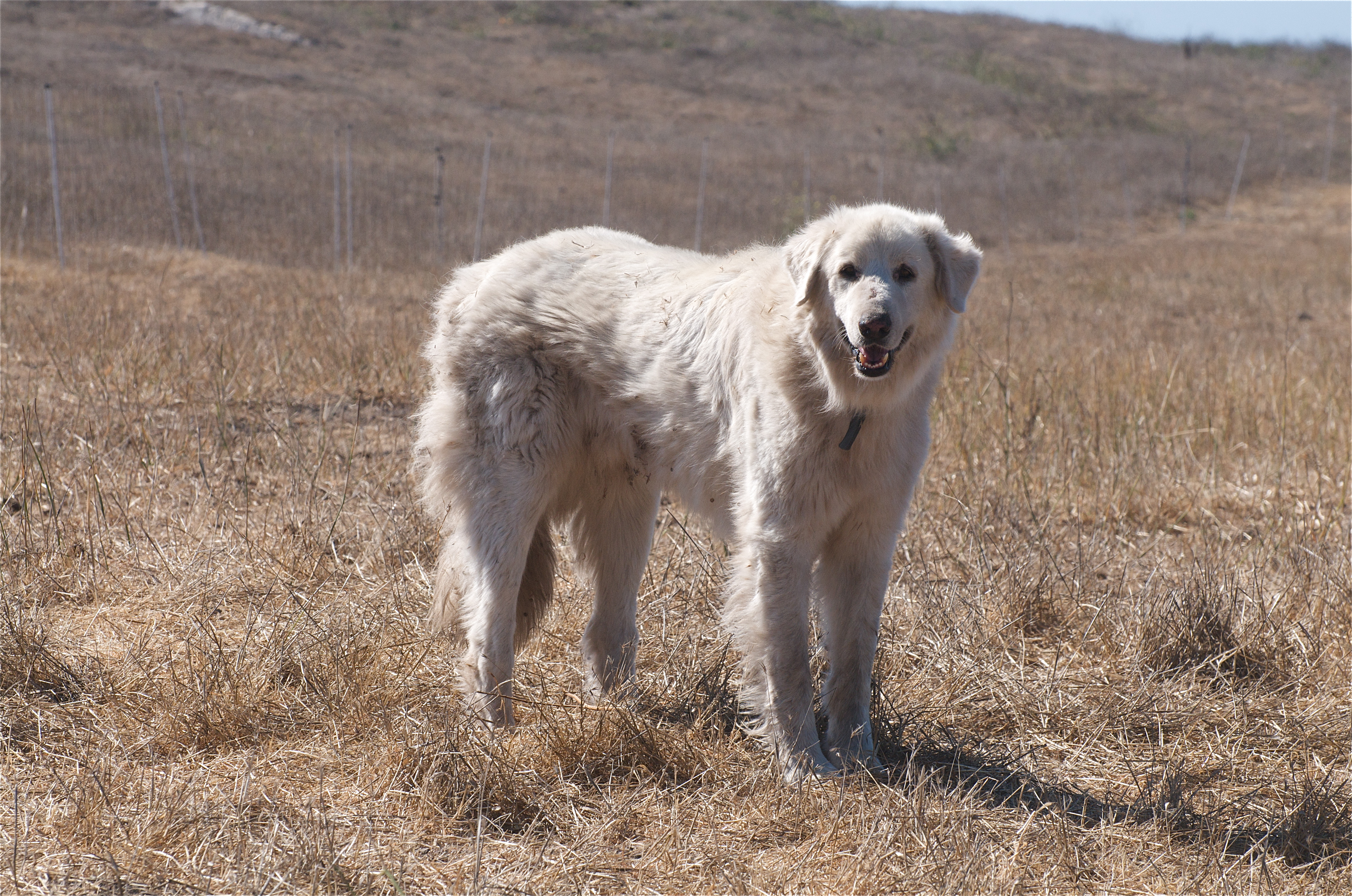
Chó Akbash ở California

Chó Akbash là một giống chó lớn, nặng từ 75 đến 140 pounds (34 đến 64 kg), trung bình 90 pounds cho con cái và 120 pound cho con đực. Chó Akbash có chiều cao từ 27 đến 32 inch (69 đến 81 cm). Chó Akbash có khuynh hướng gầy hơn các giống chó chăn nuôi gia súc Thổ Nhĩ Kỳ khác (chó Kangal và chó chăn cừu Anatolia), và một số chó Akbash cũng có thể cao hơn.
Chó Akbash có một bộ lông kép mịn ngắn đến vừa màu trắng (đôi khi với màu bánh quy nhạt ở tai). Giống chó này có đôi chân dài, một cái đuôi xoăn và thường xuyên có lông, và làn da màu hồng có màu nâu đen hoặc đen dưới lớp lông trắng. Vành mắt, mũi và môi hoàn toàn đen hoặc đen nâu, nhưng chúng cũng có thể có màu sáng hơn, đặc biệt là trong những tháng mùa đông lạnh.
Di truyền của chó Akbash có thể xuất phát từ sự kết hợp giữa các giống chó săn và chó sói vì chúng có đặc điểm của cả hai loại. Mặc dù có rất nhiều sự thay đổi về kích thước và chiều cao của từng con chó, giống chó Akbash có tiếng là cao với thân hình dài và mạnh mẽ. Chúng có làn da lỏng lẻo xung quanh cổ để giúp bảo vệ chúng khỏi những kẻ săn mồi trong chiến đấu. Phần đầu có thể từ trung bình đến nặng, mặc dù độ nặng trung bình được ưa thích hơn. Chó Akbash thuần chủng có thể hoặc không được sinh ra với móng kép phía sau. Việc thiếu, hoặc sở hữu móng kép ở Akbash không có liên quan đến việc lai giống gần đây với các giống chó chăn nuôi khác cũng như bất kỳ giống nào khác.
Một số người cho rằng loài chó Akbash và chó Kangal ban đầu là các giống chó thuần chủng của Thổ Nhĩ Kỳ, và chúng được phối giống để tạo ra giống chó chăn cừu Anatolia. Hiện tại vẫn còn tranh cãi về chủ đề này. Chó Akbash có thể dễ dàng nhận ra bên cạnh chó Kangal và chó chăn cừu Anatolian vì màu trắng của chúng, mặc dù một số chó chăn cừu Anatolia có thể giống với chó Akbash hoặc chó Kangal.
Hiện tại, có thể xuất khẩu chó Akbash từ Thổ Nhĩ Kỳ nhưng không thể xuất khẩu chó Kangal. Chó Kangal được coi là giống chó quốc gia của Thổ Nhĩ Kỳ.
Chó Akbash không được công nhận bởi Câu lạc bộ Kennel Mỹ (AKC) nhưng được công nhận bởi Câu lạc bộ United Kennel (UKC) và FCI vào năm 2015. Chó Akbash có thể được tranh tài trong các cuộc thi của Hiệp hội giống Mỹ hiếm (ARBA) và Hiệp hội chó giống quốc tế (IABCA).